# Хаммерштейн-Экворд, Курт фон
Курт Гебхард Адольф Филипп фрайхерр фон Хаммерштейн-Экворд (нем. Kurt Gebhard Adolf Philipp von Hammerstein-Equord; 26 сентября 1878 — 25 апреля 1943) — немецкий генерал-полковник, который некоторое время занимал пост главнокомандующего рейхсвера. Был известен как убеждённый противник Гитлера и нацистского режима.

## Биография
Родился в знатной семье в Хинрихсхагене (Мекленбург-Стрелиц, Германия) в 1878 году. Барон фон Хаммерштейн-Экворд вступил в немецкую армию 15 марта 1898 года. В 1907 году женился на Марии фон Хаммерштейн-Лютвиц, дочери Вальтера фон Лютвица. Он был прикреплён к Генштабу во время Первой мировой войны и участвовал в Тутраканской битве. Хаммерштейн-Экворд был верен Веймарской республике, потому и был против капповского путча 1920 года. Он являлся начальником штаба 3-й дивизии с 1924 года, с 1929 года начальником войскового управления сухопутных войск Веймарской республики. Близкий друг Курта фон Шлейхера, в 1930 году Экворд получил повышение и стал командующим сухопутных войск.
Хаммерштейн-Экворд был известен своей независимостью и праздностью, любил охоту и стрельбу. Он рассказывал своим друзьям, что единственное, что препятствует его карьере — это «необходимость личного комфорта». Он был надменным и саркастическим человеком, известным своими резкими проявлениями пренебрежения. Хаммерштейн-Экворд рассматривал себя в качестве слуги немецкого государства, а не его политических партий. Он отнёсся крайне враждебно к нацистской партии, называл её «банда преступников» и «эти грязные свиньи» (последний намёк — якобы на гомосексуальные склонности некоторых руководителей СА). Получил прозвище «Красный генерал» за дружбу с профсоюзами. Хаммерштейн-Экворд лично предупредил Адольфа Гитлера в декабре 1932 года, что он против попыток переворота незаконным путём, обещая, что в этом случае даст приказ войскам стрелять на поражение.
Хаммерштейн-Экворд неоднократно предупреждал президента Пауля фон Гинденбурга об опасности назначения Гитлера канцлером. Однако 30 января 1933 года Гитлер стал рейхсканцлером и одновременно главой Имперского кабинета министров. Из-за своей оппозиции к Гитлеру, Хаммерштейн-Экворд был вынужден покинуть свой пост 31 января 1934 года. На следующий день он получил звание генерал-полковника. 
Во время польской кампании Хаммерштейн-Экворд был назначен командующим группой армий «A», находившейся на западе и прикрывавшим Германию от возможной атаки союзников.
Хаммерштейн принял участие в нескольких заговорах с целью свержения Гитлера. Он неоднократно пытался заманить фюрера посетить укреплённые базы линии Зигфрида, находившиеся под его командованием. Барон признавался бывшему начальнику генерального штаба и ведущему заговорщику генерал-полковнику Людвигу Беку, что «несчастный случай произойдёт», если фюрер посетит его укрепления. Но Гитлер не принял приглашение Хаммерштейна. Последний был переведён командовать Wehrkreis VIII (районом обороны) в Силезии, а затем вообще освобождён от командования (по личному приказу Гитлера), за его «отрицательное отношение к нацизму». Хаммерштейн-Экворд стал активистом немецкого Сопротивления, работал с Карлом Фридрихом Гёрделером.
Барон Курт фон Хаммерштейн-Экворд умер от рака в Берлине 25 апреля 1943 года. Его семья отказалась от проведения официальных похорон в Берлине, поскольку это означало бы, что его гроб был бы украшен нацистской символикой. Таким образом, он был похоронен на семейном кладбище в Штайнхорсте, Нижняя Саксония. Гитлер приказал отправить венок с посланием о выражении соболезнования, но на похоронах венка не было, поскольку семья Хаммерштейна «забыла» его в берлинском метро.
Генрих Брюнинг, лидер партии католического центра, который пребывал на посту канцлера с 1930 по 1932 гг. назвал Хаммерштейна «единственным человеком, который мог устранить Гитлера — человеком без нервов». 
Согласно воспоминаниям Кунрата, сына генерала Хаммерштейна, барон вышел из Аристократического клуба после исключения оттуда неарийских членов в 1934—1935 годах и говорил об «организованном массовом убийстве» евреев до лета 1942 г. Хаммерштейн-Экворд снабдил свою дочь Марию-Терезу списками евреев, которых планировалось депортировать или арестовать, таким образом позволив предупредить их или спрятать. Двое сыновей генерала, Людвиг и Кунрат, принимали участие в заговоре 20 июля 1944 года, впоследствии бежав из Германии после провала. Вдова и двое младших детей были затем заключены в концентрационный лагерь. Их освободили союзные войска в 1945 году.

## Брак и дети
В 1907 Экворд женился на баронессе Марии фон Хаммерштейн-Лютвиц (1886—1970), дочери генерала Вальтера фон Лютвица. Это был смешанный религиозный брак — он был протестант, она — католичка.
Семеро детей:
- Мария-Луиза (1908—1999)
- Мария Тереза (1909—2000)
- Хельга (1913—2001)
- Кунрат (1918—2007)
- Людвиг (1919—1996)
- Франц (1921—2011)
- Хильдур (1923)

## Личность
Хаммерштейн-Экворд имел репутацию независимого и ленивого человека, предпочитавшего охоту и стрельбу работе в руководстве. Он сказал своим друзьям, что единственное, что мешает его карьере — это «потребность в личном комфорте». Он был отстранённым и саркастичным человеком, известным своим резким проявлением пренебрежения. Хаммерштейн-Экворд считал себя слугой германского государства, а не его политических партий. Он был крайне враждебен нацистской партии, ещё в 1933 году называл нацистов «преступной группировкой и извращенцами» (нем. Verbrecherbande und Schweinigel), последнее являлось намеком на гомосексуальные наклонности некоторых лидеров СА. Он получил прозвище Красный Генерал за братание с профсоюзными деятелями. Хаммерштейн-Экворд лично предупредил Адольфа Гитлера в декабре 1932 года от попытки государственного переворота, пообещав, что в этом случае он отдаст приказ стрелять. В том же смысле он заверил американского посла Фредерика М. Сакетта.

## Классификация офицеров
В качестве начальника Главного командования сухопутных войск Хаммерштейн-Экворд курировал составление немецкого Руководства по командованию воинскими частями (Truppenführung) от 17 октября 1933 года.
Он разработал схему классификации офицеров:
Я выделяю четыре типа. Есть умные, трудолюбивые, глупые и ленивые офицеры. Обычно сочетаются две характеристики. Некоторые умны и трудолюбивы; их место - Генеральный штаб. Следующие глупы и ленивы; они составляют 90 процентов любой армии и приспособлены к повседневным обязанностям. Любой, кто одновременно и умён, и ленив, подходит для выполнения высших руководящих обязанностей, потому что он обладает ясностью ума и твёрдостью нервов, необходимыми для принятия трудных решений. Следует остерегаться всех, кто одновременно глуп и трудолюбив; на него нельзя возлагать какую-либо ответственность, потому что он всегда будет причинять только ущерб.

## Награды
- Железный крест 1-го класса
- Железный крест 2-го класса
- Орден Дома Гогенцоллернов рыцарский крест с мечами
- Крест за выслугу лет (Пруссия)
- Орден «За военные заслуги» 4-го класса с мечами (Бавария)
- Саксонского ордена Альберта крест рыцаря 1-го класса с мечами
- Крест «За отличие на войне» 2-го и 1-го класса (Мекленбург-Стрелиц)
- Крест военных заслуг 2-го и 1-го класса (Мекленбург-Стрелиц)
- Крест Фридриха Августа 1-го класса
- Ганзейский крест Любека
- Орден Святого Иоанна крест рыцаря чести (Ehrenritter)
- Крест «За военные заслуги» 3-го класса с лаврами (военными украшениями)(Австро-Венгрия)